# الراكد (فلم)
الراكد فيلم مغربي من إنتاج سنة 2005. كتب سيناريو الفيلم وأخرجه في نفس الآن ياسمين قصاري. كدليل على نشاط المخرجات المغربيات في الآونة الأخيرة وفرض مكانتهم بالسينما المغربية .
الفيلم نال إعجاب المتابعين والنقاد وحاز على العديد من الجوائز من أهمها الجائزة الكبرى للمهرجان المغربي للسينما الذي نظم بمدينة طنجة .